# Rostlerche

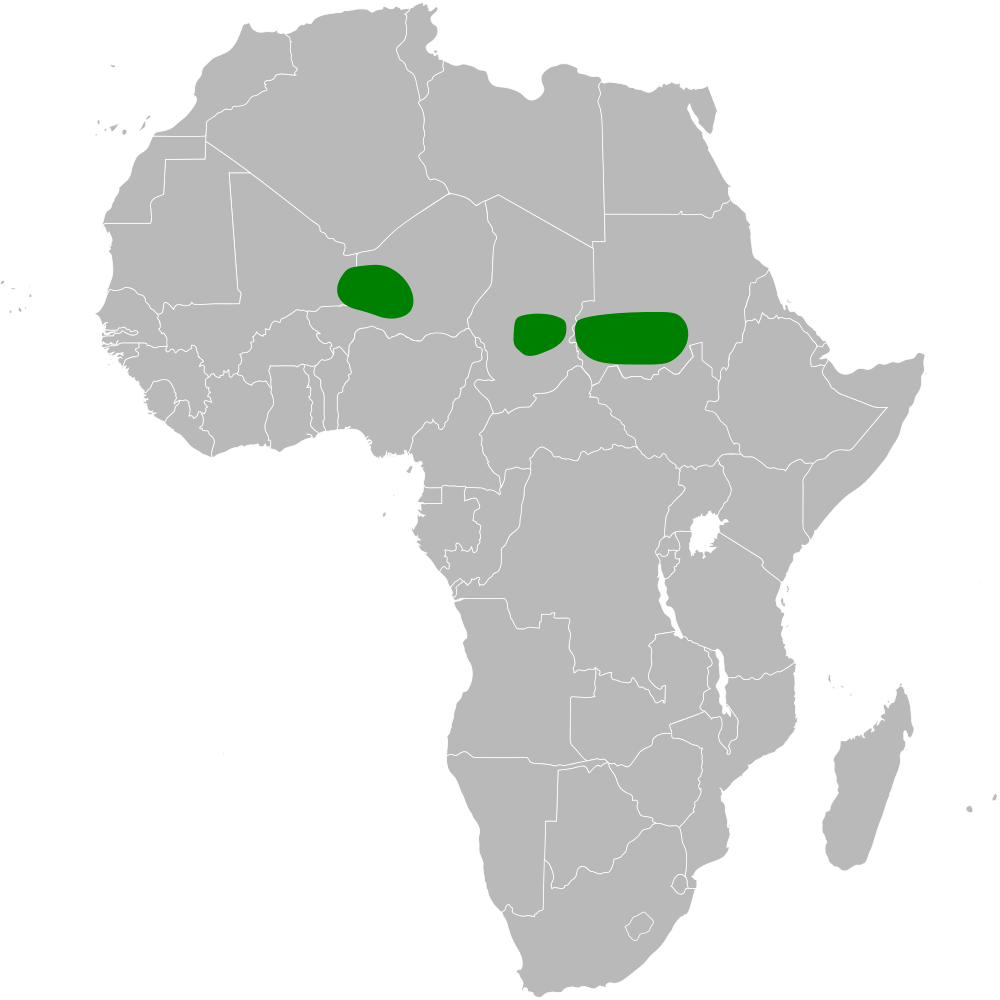
Verbreitungsgebiet der Grasklapperlerche

Die Rostlerche (Mirafra rufa) ist eine Art aus der Familie der Lerchen. Sie ist eine im Norden des afrikanischen Kontinents verbreitete Art. Sie ist deutlich kleiner als eine Feldlerche und weist von ihrem Habitus Ähnlichkeiten mit einem Pieper auf. Man unterscheidet mehrere Unterarten.
Die Bestandssituation der Rostlerche wird als ungefährdet (least concern) eingestuft.

## Merkmale
Die Rostlerche erreicht eine Körperlänge von 14 Zentimeter, wovon 5,3 bis 6,4 Zentimeter auf den Schwanz entfallen. Der Schnabel hat vom Schädel aus gemessen eine Länge von 1,5 bis 1,6 Zentimeter. Es besteht kein auffälliger Geschlechtsdimorphismus.
Bei der Nominatform der Rostlerche gibt es zwei Farbmorphen, die sich durch die Intensität der Strichelung auf der Körperoberseite unterscheiden. Die eine ist überwiegend rötlich gefärbt mit nur schmalen schwärzlichen Schaftstreifen. Die Oberschwanzdecken sind einfarbig rötlich. Die zweite Farbmorphe weist kräftige Schaftstriche auf, die sich auch auf der Oberschwanzdecken finden. Bei beiden Morphen sind die Wangen und die Ohrdecken braun, der Überaugenstreif ist matt gelbbräunlich. Das Kinn und die Kehle sind isabellfarben, die Brust hat einen etwas rötlicheren Ton und ist bräunlich bis rotbräunlich gestreift. Die Körperunterseite ist ansonsten isabellfarben. Das mittlere Steuerfederpaar ist zimtbraun mit dunklen Schäften, die danebenliegenden Steuerfedern sind braunschwarz mit zimtbraunen Außenfahnen. Die dritte bis fünfte Steuerfeder ist braunschwarz, die sechste (äußerste) Steuerfeder ist ebenfalls braunschwarz, hat aber gelbe bis zimtbraune Säume an den Außenfahnen sowie eine ebenfalls gelbe bis zimtbraune Federspitze. Der Oberschnabel ist dunkel hornfarben, der Unterschnabel dagegen deutlich heller.

## Verwechslungsmöglichkeiten
Es kommen im Verbreitungsgebiet der Rostlerche mit der Baumklapperlerche, Kordofanlerche und der Einödlerche mehrere Lerchenarten vor, mit der sie verwechselt werden kann.
Von der Baumklapperlerche unterscheidet sich die Rostlerche durch ihre überwiegend braunschwarze äußere Steuerfeder, die nur schmal gelbbraun gesäumt ist. Die Kordofanlerche hat einen Weißanteil bei den Steuerfedern, der bei der Rostlerche fehlt die Kordofanlerche ist außerdem auf der Körperunterseite weißliche und ist im gesamten Erscheinungsbild heller als die Rostlerche. Die Einödlerche hat ein Brustgefieder fast gänzlich ohne Strichelung und ist gleichfalls auf der Körperunterseite heller als die Rostlerche.

## Unterarten und ihre Verbreitungsgebiete
Es werden drei Unterarten für die Steppenlerche unterschieden:
- M. r. nigriticola Bates, 1932 – Vorkommen von Mali bis Niger
- M. r. rufa Lynes, 1920 – Vorkommen im Tschad und im Westen des Sudan.
- M. r. lynesi Grant, CHB & Mackworth-Praed, 1933 – Vorkommen im Zentralgebiet des Sudan

Die Rostlerche ist in ihrem gesamten Verbreitungsgebiet ein Stand- und Strichvogel.

## Lebensraum
Die Rostlerche kommt bevorzugt in Savannen vor. Sie bewohnt außerdem felsiges offenes Hügelland, das mit Buschwerk schütter bestanden ist und schwarzes Gestein aufweist. Sie kommt auch in Regionen vor, die schütter vor allem mit Pflanzen aus der Gattung der Langfäden bestanden sind.

## Lebensweise
Die Rostlerche frisst Arthropoden sowie diverse Sämereien. Über die Fortpflanzungsbiologie dieser Art ist bislang kaum etwas bekannt, auch eine Beschreibung der Stimme fehlt.

## Einzelbelege
1. ↑  Pätzold: Kompendium der Lerchen. S. 111.
2. ↑  Pätzold: Die Lerchen der Welt. S. 72.
3. ↑  Pätzold: Kompendium der Lerchen. S. 109.
4. ↑  IOC World Bird List 6.4. In: IOC World Bird List Datasets. doi:10.14344/ioc.ml.6.4 (englisch, worldbirdnames.org).
5. 1 2  Pätzold: Kompendium der Lerchen. S. 110.